# Mala Usora
Mala Usora är ett vattendrag i Bosnien och Hercegovina.   Det ligger i entiteten Republika Srpska, i den centrala delen av landet, 90 km norr om huvudstaden Sarajevo.
I omgivningarna runt Mala Usora växer i huvudsak lövfällande lövskog. Runt Mala Usora är det ganska tätbefolkat, med 90 invånare per kvadratkilometer.